# Atividade permanente

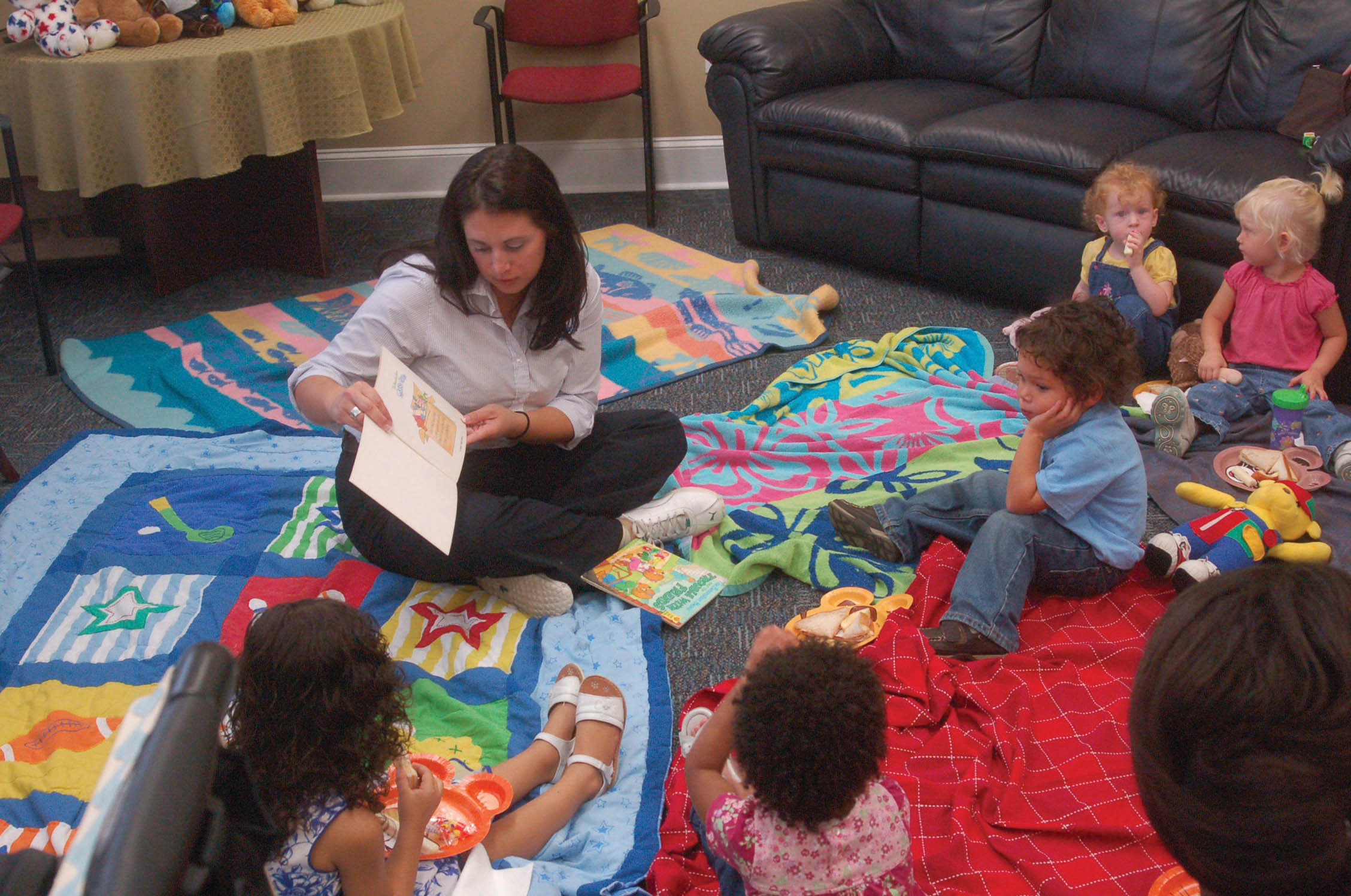
Leitura de um livro a crianças em um infantário.

Atividade permanente é uma atividade escolar que responde às necessidades básicas de cuidados, aprendizagem e de prazer para as crianças, cujos conteúdos necessitam de uma constância. 

## Características
A escolha dos conteúdos que definem o tipo de atividades permanentes a serem realizadas com freqüência regular, diária ou semanal, em cada grupo de crianças, depende das prioridades elencadas a partir da proposta curricular.
Como exemplo temos o ato de contar histórias que deve ser uma prática diária nas instituições de educação infantil. 
Nesses momentos, além de contar é necessário ler as histórias. É possível também a leitura compartilhada de livros em capítulos, o que possibilita às crianças o acesso, pela leitura do professor, a textos mais longos.
Outra atividade permanente interessante é a roda de leitores em que periodicamente as crianças tomam emprestados um livro da instituição para ler em casa.